# Matías Britos
Matías Britos Cardoso (San Carlos, 26 novembre 1988) è un ex calciatore uruguaiano, di ruolo attaccante.

## Caratteristiche tecniche
È un centravanti.

## Carriera
Cresciuto nel settore giovanile dell'Atenas, ha militato nella prima divisione uruguaiana dal 2007 al 2012 con le maglie di Juventud, Atenas stessa, Rampla Juniors e Defensor Sporting prima di trasferirsi in Messico. Qui, dopo due stagioni da titolare al León culminate con la vittoria del campionato 2013-2014, è passato al Pumas UNAM dove ha collezionato oltre 90 presenze in tre stagioni. Dopo una breve avventura di sei mesi all'Al-Hilal, nel gennaio del 2018 si è trasferito al Querétaro senza però attestarsi ai livelli visti nelle precedenti esperienze nel campionato messicano. Nell'agosto del 2019 è passato al Correcaminos UAT per poi fare ritorno in patria 6 mesi dopo, firmando con il Peñarol.

## Palmarès

### Club

#### Competizioni nazionali
- Campionato messicano: 2

León: 2013 (A), 2014 (C)